# Vorwerkpark

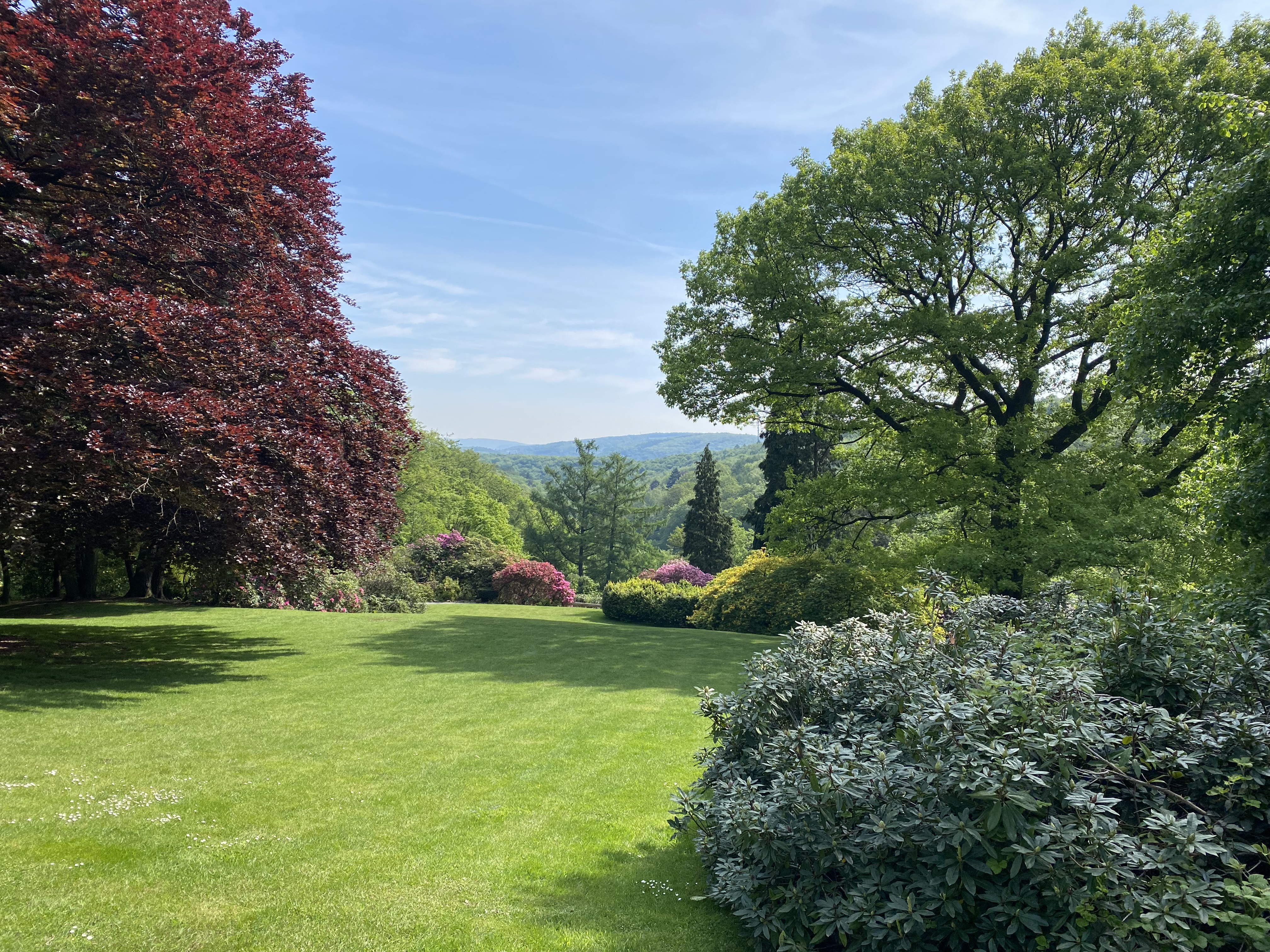
Sichtachse durch den oberen Park in die Wupperberge

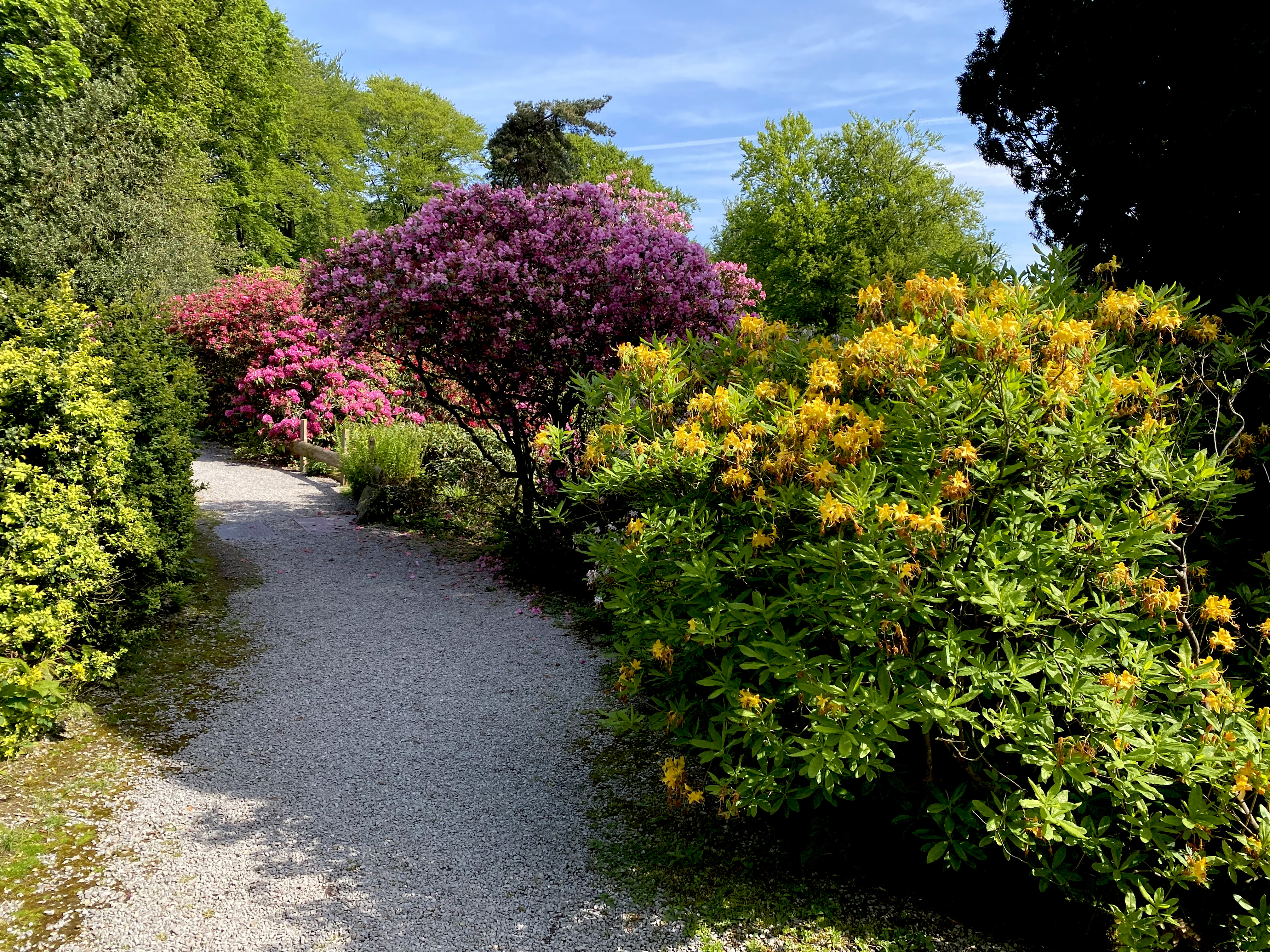
Höhepunkt ist die Rhododendron-Blüte im Mai

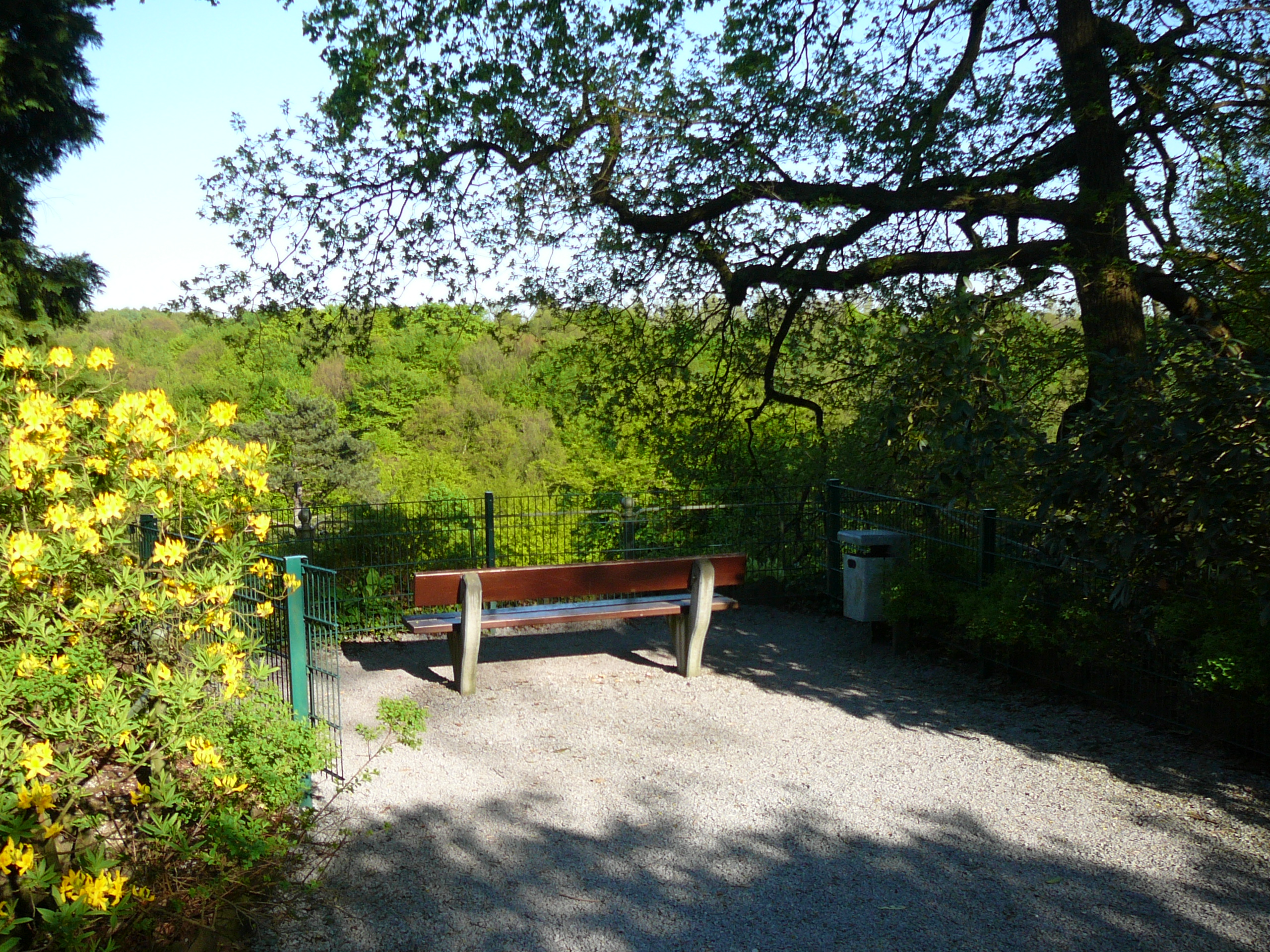
Einer der Aussichtspunkte über das Tal

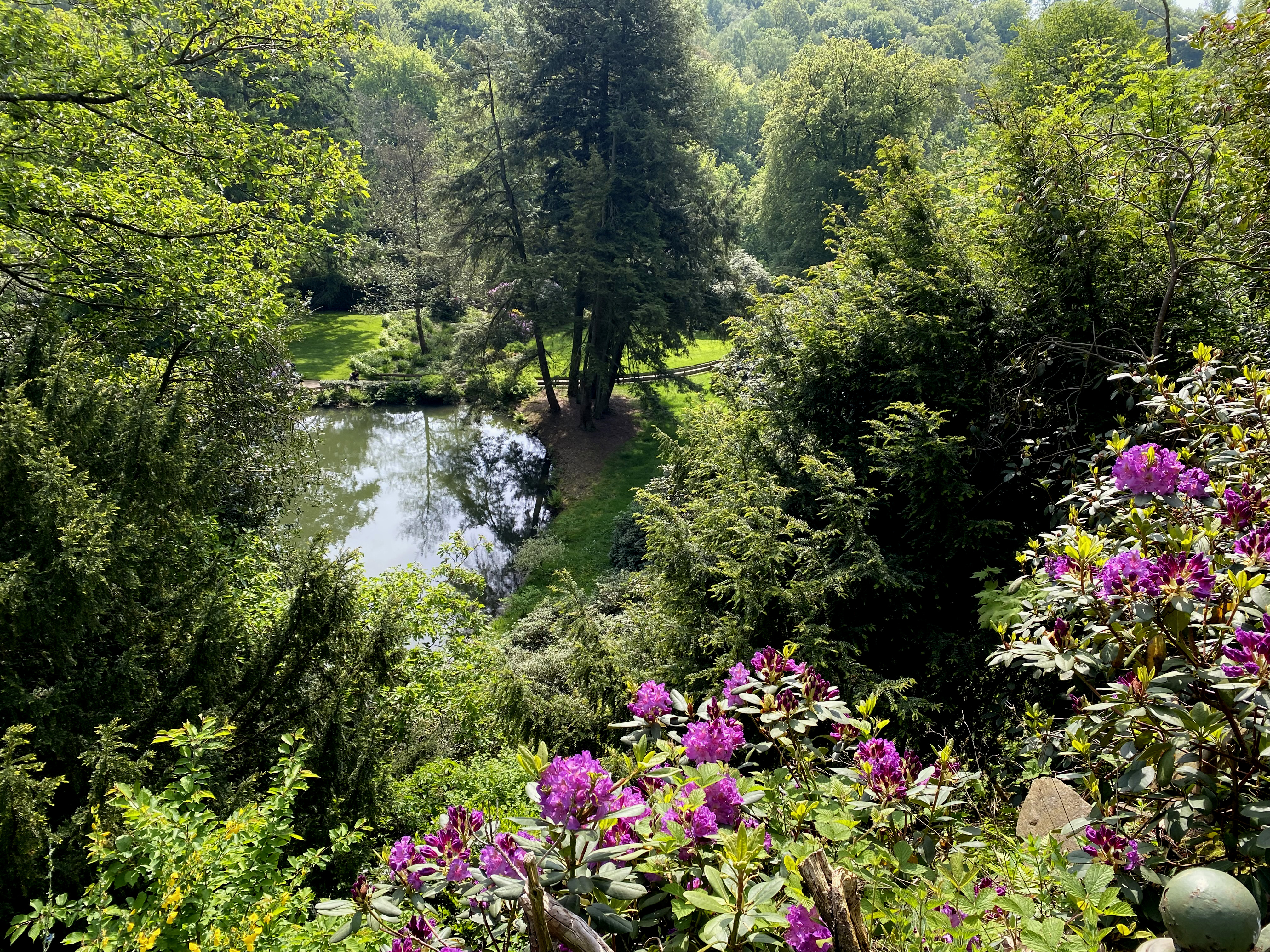
Blick von einem der oberen Aussichtspunkte über den Park und Vorwerkteich

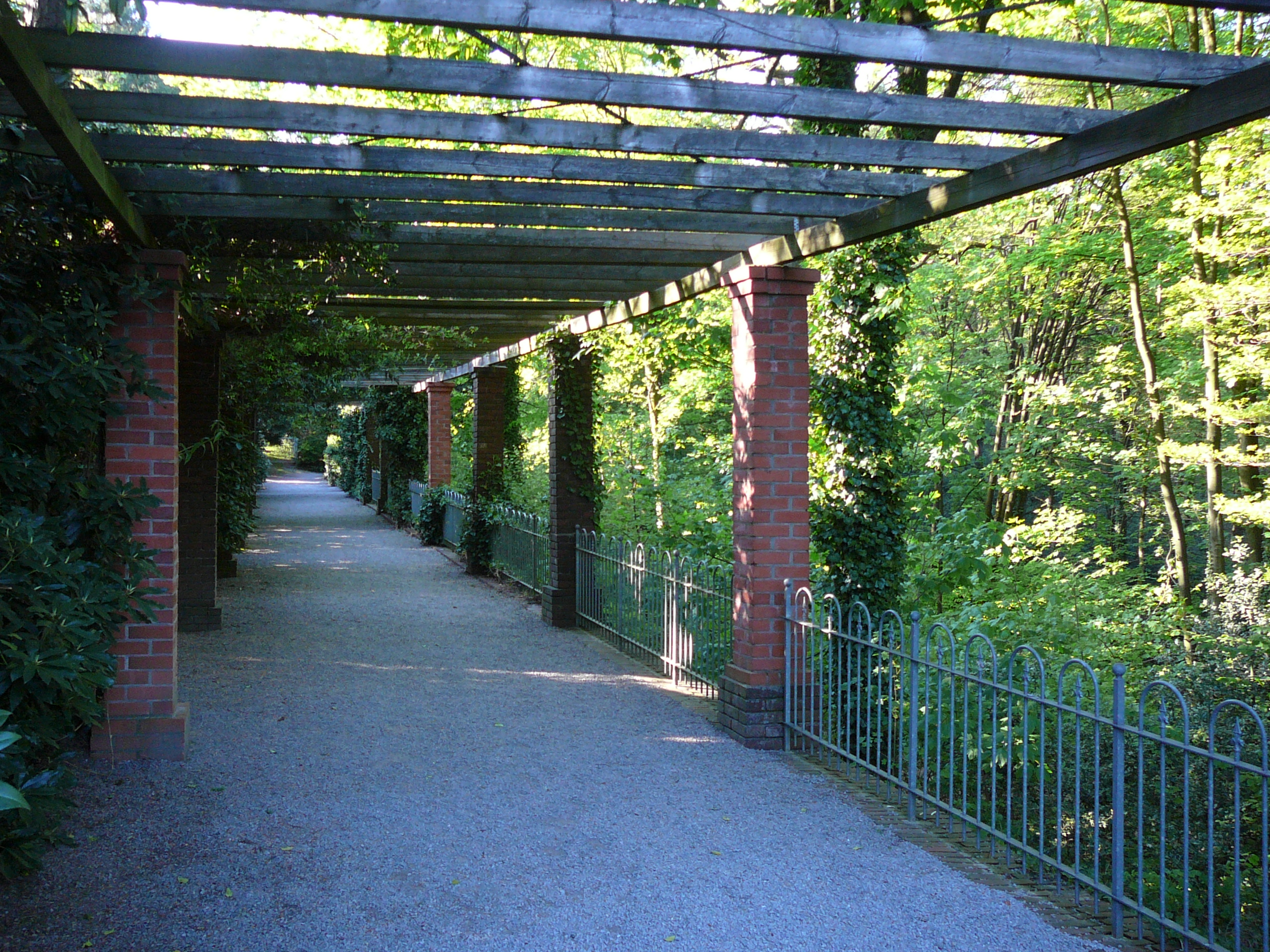
Der Laubengang

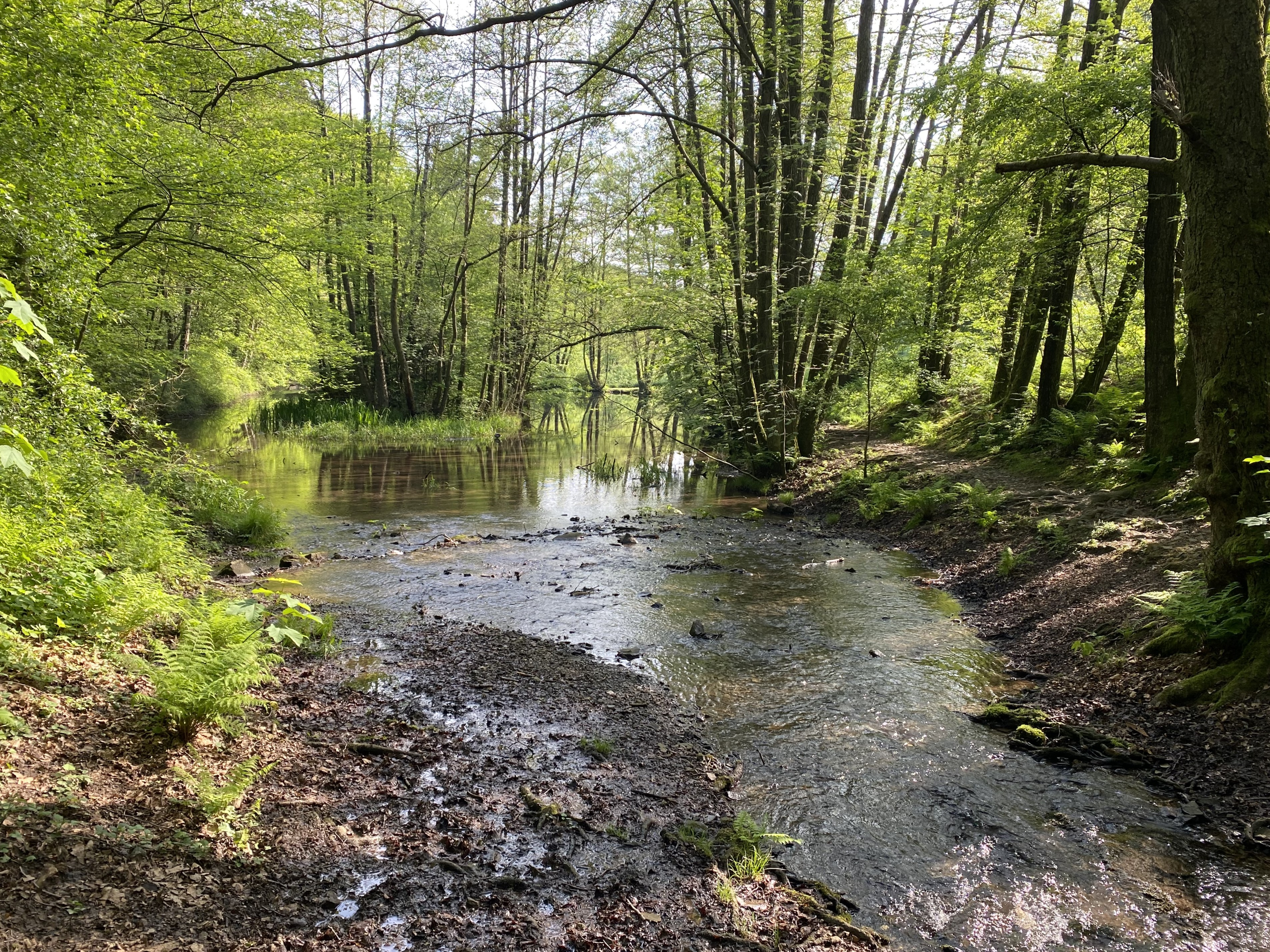
Bachaue des Murmelbaches

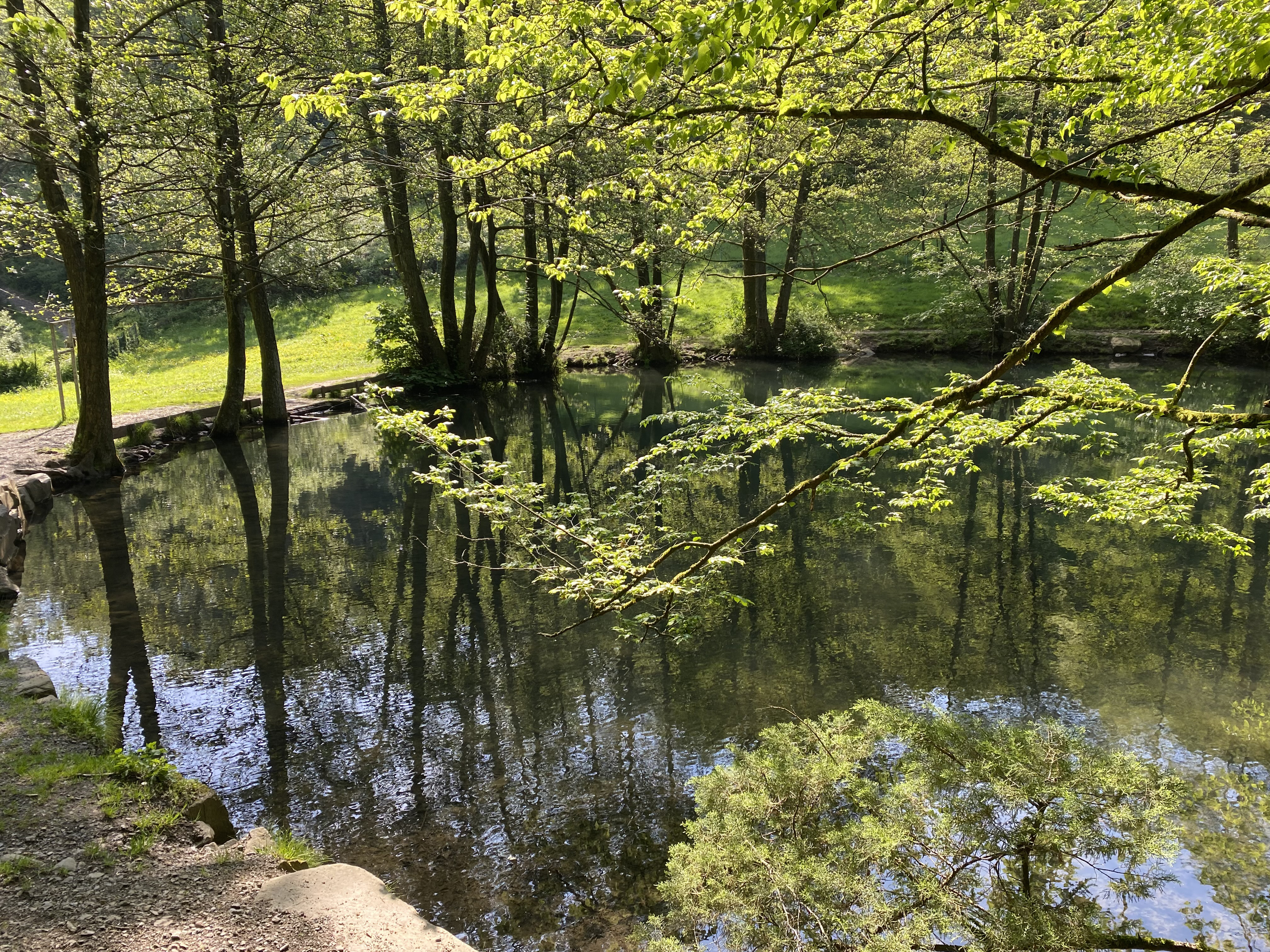
Märchenhafte Stimmung an den Teichen

Der Vorwerkpark (auch Vorwerk'sche Park oder Parkanlage Vorwerk) ist ein 5,8 ha großer Landschaftspark im Wuppertaler Stadtteil Barmen, Ortsteil Lichtenplatz.

## Geschichte
Die Parkanlage Vorwerk wurde Anfang des 20. Jahrhunderts von Adolf Vorwerk (Gründer des gleichnamigen Unternehmens) als Privatpark der nahegelegenen Vorwerk'schen Villa, der Villa Emma, am Rand der Barmer Anlagen eingerichtet. Die Villa und der älteste Teil der Parkanlage, der Laubengang, wurden 1895 errichtet. Die Villa im Schweizer Villenstil an der Adolf-Vorwerk-Straße 23 war der angestammte Familiensitz und wurde bis 1959 bewohnt, später erfolgte der Abriss.
Über die Entstehungsjahre des Vorwerkparks gibt es so gut wie keine Pläne und Unterlagen. Zu den unteren Parkanlagen zählen: ein Steinbruch mit einem Goldfischteich, eine Grotte mit Wasserfall, ein Badeteich und Pumpenhaus am Murmelbach, auch Marper Bach genannt. Um 1907 wurde der Steinbruch zum Rhododendronpark umgestaltet, an dessen Gestaltung der Wuppertaler Baumschulist und Züchter Nissen beteiligt war. Bis zu sechs Gärtner sollen beschäftigt gewesen sein.
Im Zweiten Weltkrieg wurden wie im angrenzenden Viertel weite Teile des Parks zerstört. In der Nachkriegszeit wurden auf den Grünflächen Kohl, Möhren und andere Nutzpflanzen angebaut. Hinzu kamen Obstbäume, die auch heute noch stehen. Danach wurden 1950 neue Rhododendren und winterharte japanische Azaleen um den neu angelegten Goldfischteich gesetzt. Die Beete wurden wieder mit Rasen eingesät und konnten nun wieder pflegeleicht durch einen Großflächenmäher gemäht werden. In dieser Zeit übernahm ein einzelner Gärtner die Pflege. Anlässlich einer Begehung des Parks durch die Deutsche Rhododendron-Gesellschaft im Jahr 1964 heißt es:

„… Rhododendrenanpflanzungen wetteifern in ihrer Blütenpracht mit den jungen und jüngsten Hybriden eigener und fremder Herkunft in vielfältigen Variationen. Die überall eingestreuten Azaleengruppen geben mit ihren besonderen Farbnuancierungen den Anlagen eine eigene heitere Note…“

Im Zuge eines 1993 stattfindenden Familientreffens der Vorwerks ließ man den Privatpark durchforsten. Es wurde ein Steg am Goldfischteich errichtet und zugewachsene Wege wurden frei gelegt. Bei dem Freischnitt des stark zugewachsenen Steinbruchs rutschten dabei einige Hangteile ab. Für die Restaurierung des Vorwerkparks zeichneten verantwortlich: Planung durch Calles – De Brabant, Landschaftsarchitekten BDLA, Ausführung durch Jakob Leonards Söhne GmbH & Co.
Die Gesellschafter des Unternehmens Vorwerk, die im Besitz des Grundstücks mit Park und Villa waren, waren aber nicht an der Fortsetzung der kostenintensiven Pflege des Parks interessiert. Max Jörg Vorwerk gründete daher eine Stiftung, die den Park weiter betreuen sollte. Zur Finanzierung wurde das Grundstück verkauft, auf dem das von Adolf Vorwerk errichtete, aber im Zweiten Weltkrieg zerstörte Barmer Luftkurhaus stand. Für den lukrativen Verkauf des neuen Baugrundes musste das Baurecht geschaffen werden – denn es war als Waldgebiet ausgewiesen. Der Vorstand der Stiftung soll laut den Bestimmungen aus dem jeweiligen Stadtoberhaupt Wuppertals gemeinsam mit dem amtierenden Vorsitzenden des Barmer Verschönerungsvereins und einem Mitglied der Familie Vorwerk bestehen. Der Barmer Verschönerungsverein ist involviert, da die Barmer Anlagen und der Vorwerkpark aneinandergrenzen und sich auch die Interessen von Stiftung und Verschönerungsverein überschneiden.
2001 wurde der Park nach einer umfangreichen Sanierung inoffiziell geöffnet und der Öffentlichkeit zugänglich gemacht. Am 31. Mai 2003 fand die offizielle Öffnung des Vorwerk-Parks durch Max Jörg Vorwerk in Anwesenheit von Oberbürgermeister Hans Kremendahl statt.
Liste der Gründer und Bewahrer des Vorwerk-Parks
- Adolf Vorwerk (1853–1925)
- Wilhelm Vorwerk (1889–1967, Sohn von Adolf Vorwerk)
- Max Vorwerk (1896–1981, Sohn von Adolf Vorwerk)
- Max Jörg Vorwerk (1934–2015)
- Adolf-Vorwerk-Park-Stiftung[2]

## Beschreibung
Bei der Anlage des Privatparks wurde unter anderem ein älterer Steinbruch einbezogen, der nach Aufbringung von Oberboden zu einem blühenden Felsengarten umgestaltet wurde. Weiter befinden sich zahlreiche Wiesen, Bachläufe und mehrere Teiche im Park. Nahezu sämtliche Felspartien werden von Sträuchern und Bäumen bewachsen, besonders zahlreich sind Rhododendronarten zu finden.
Im Laufe der Zeit haben sich einige seltene und gefährdete Tierarten angesiedelt. Der untere Teil der Parkanlage gehört dem Naturschutzgebiet Murmelbachtal an. Weitere Flächen gehören zu dem Landschaftsschutzgebiet auf dem Scharpenacken.
Erschlossen wird das Gelände durch ein Wegenetz, an dem Aussichtspunkte mit Bänken eingerichtet wurden. Der östliche Eingang aus dem Barmer Wald, der ursprüngliche Zugang von Seiten der Villa, ist mit einem 50 Meter langen Laubengang (Pergola) auf einer Stützmauer gestaltet. Hier befindet sich auch ein Treppenzugang zum Barmer Wald, der durch ein schmiedeeisernes Tor geschützt wurde. Über diesem Tor ist ein Mauerstein mit der Jahreszahl 1895 eingearbeitet. Ursprünglich war die Bruchsteinmauer die Grenze zu den Anlagen des Verschönerungsvereins.
Etwa 300 Meter nordwestlich des Parks befindet sich der Toelleturm mit einer Aussichtsplattform.

## Trivia
Seit dem Frühjahr 2010 ist es im Vorwerkpark möglich, über einen WiFi-Hotspot online zu gehen.